# Schmalblättriger Sonnenhut
Der Schmalblättrige Sonnenhut (Echinacea angustifolia), auch Schmalblättriger Igelkopf oder Schmalblättrige Kegelblume genannt, ist eine Pflanzenart aus der Gattung der Sonnenhüte (Echinacea) in der Familie der Korbblütler (Asteraceae). Sie gedeiht in Nordamerika von den Great Plains bis zu den Großen Seen und den Rocky Mountains.

## Beschreibung

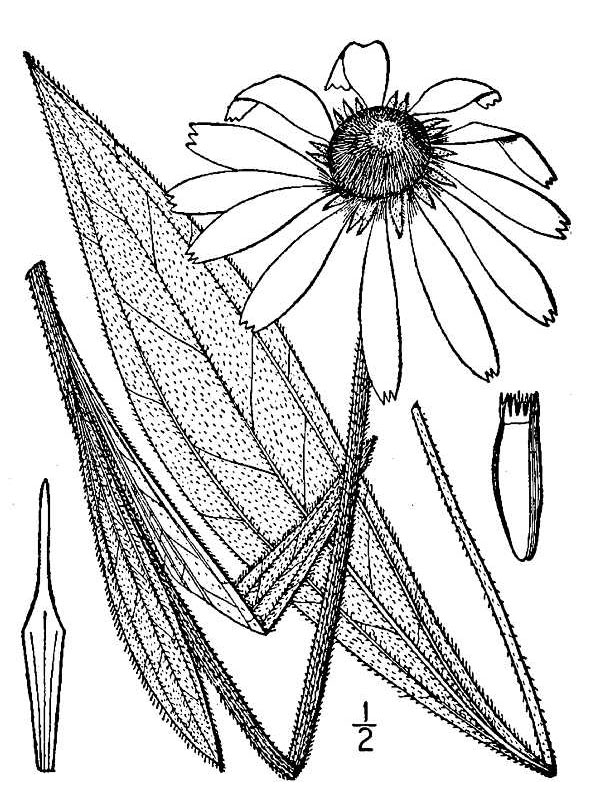
Illustration

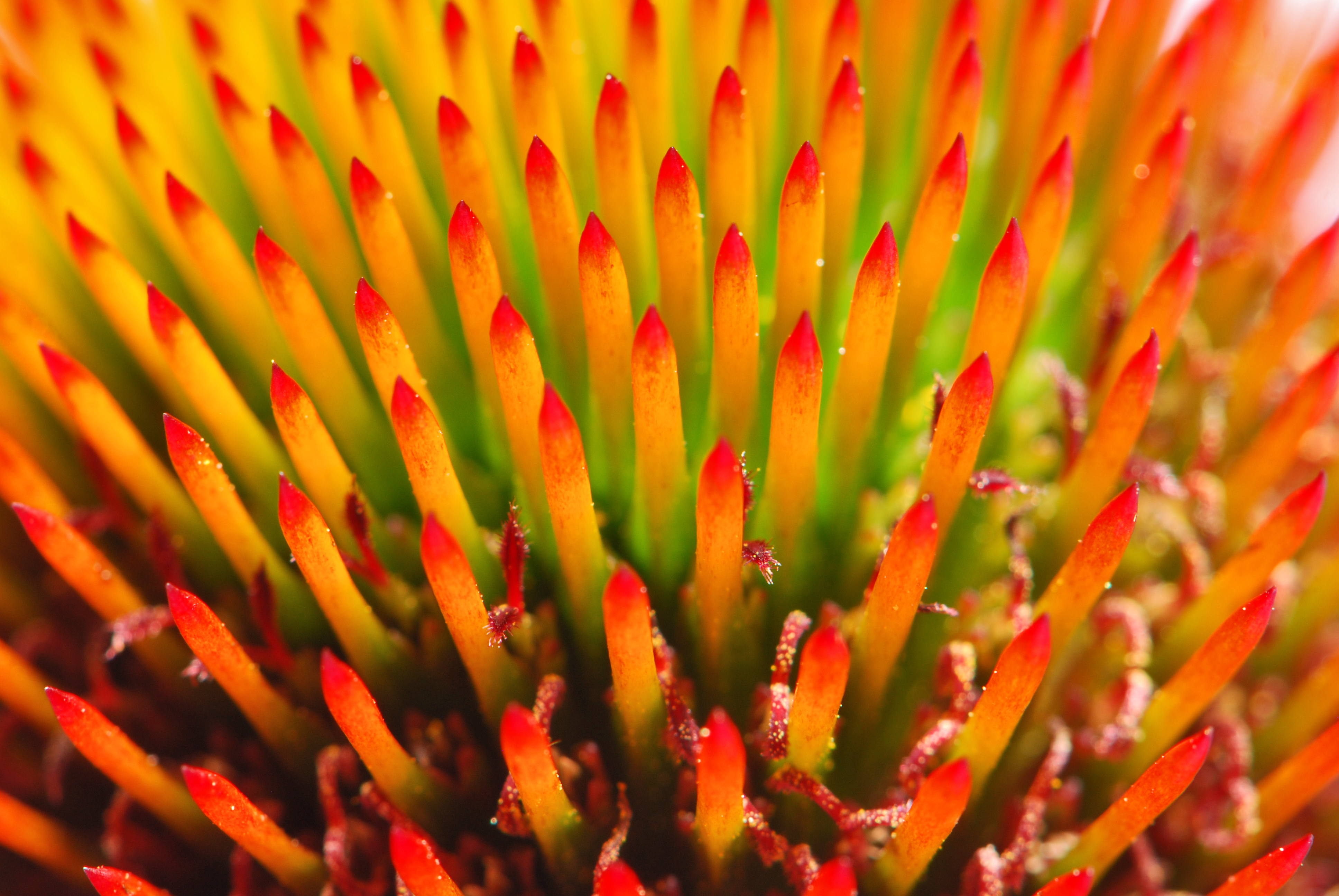
Ausschnitt eines Blütenkorbes mit den typischen Spreublättern, die zum igelförmigen Aussehen führen

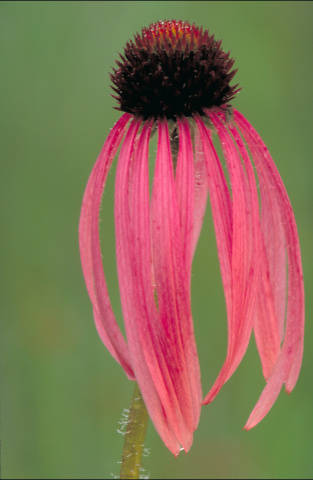
Blütenkorb

### Vegetative Merkmale
Der Schmalblättrige Sonnenhut ist eine aufrechte, unverzweigte, ausdauernde krautige Pflanze, die Wuchshöhen von ungefähr 40 bis 70 Zentimetern erreicht. Sie bildet eine Pfahlwurzel und mehr oder weniger stark verzweigte Faserwurzeln. Die vegetativen Pflanzenteile sind mäßig bis dicht behaart mit relativ rauen, ausgebreiteten, etwa 1 bis 2 Millimeter langen Haaren (Trichomen). Die Stängel sind grün bis purpurfarben.
Die wechselständigen Laubblätter sind in Blattstiel und Blattspreite gegliedert. Die einfache Blattspreite besitzt einen glatten Rand, meist bewimpert. Bei den untersten Laubblättern sind die Blattstiele 2 bis 12 Zentimeter lang und die 7 bis 30 Zentimeter langen und 0,5 bis 2,5, selten bis zu 4 Zentimeter breiten Blattspreiten besitzen meist drei (ein bis fünf) Blattadern. Die lineal-lanzettlichen Laubblätter unterscheiden sich dabei vom Purpur-Sonnenhut (Echinacea purpurea), der spitz-eiförmige Laubblätter aufweist.

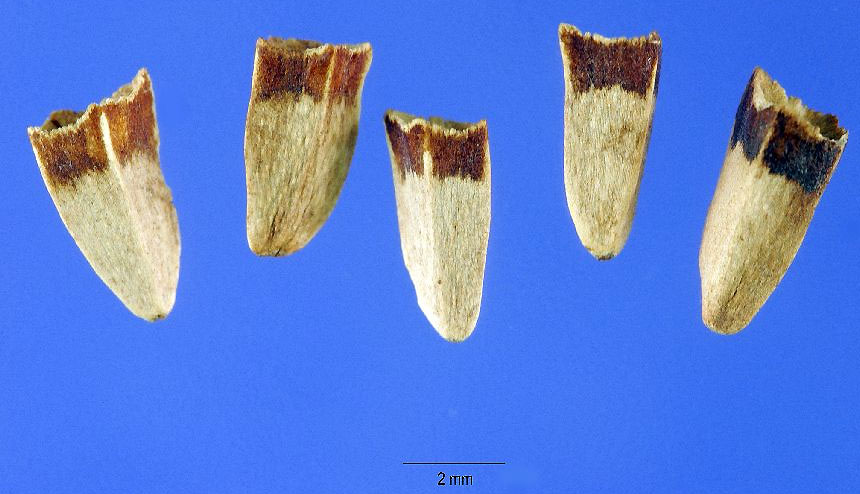
Zweifarbige Achänen mit krönchenförmigem Pappus

### Generative Merkmale
Die Blütezeit reicht vom Spätfrühling bis zur Sommermitte (je nach Standort etwa Mai und Oktober). Einzeln endständig auf 10 bis 30 Zentimeter langen Blütenstandsschäften stehen die körbchenförmigen Blütenstände. Die Hüllblätter sind 6 bis 12 Millimeter lang und 1 bis 2,5 Millimeter breit. Die fast kugel- bis zylinderförmigen Blütenstandsböden sind 1,5 bis 3 Zentimeter × 2 bis 3,5 Zentimeter groß. Es sind orangefarbene, gerade Spreublätter mit purpurfarbener, scharfer Spitze vorhanden, die mit 9 bis 14 Millimeter Länge die Röhrenblüten, als auffälliges Merkmal der Gattung, wie kleine Igelstacheln (botanischer Gattungsname!) überragen. Die kreisförmigen Blütenkörbe enthalten acht bis 21 Zungenblüten und 200 bis über 300 Röhrenblüten. Die ungeschlechtigen Zungenblüten (= Strahlenblüten) weisen eine Länge von 15 bis 40 Millimeter auf und einen Durchmesser von 5 bis 8 Millimeter auf, sind purpur- bis rosafarben mit zurückgebogenen Kronzungen. Die zwittrigen, fertilen Röhrenblüten (= Scheibenblüten) sind 5 bis mehr als 7 Millimeter lang und meist purpurfarben mit fünf Kronzipfeln.
Die vierkantigen, glatten Achänen sind 4 bis 5 Millimeter lang, meist zweifarbig unten hell- und oben dunkelbraun. Der krönchenförmige Pappus ist bis zu 1 Millimeter lang mit keinem bis vier Hauptzähnen.
Die Chromosomenzahl beträgt 2n = 22 oder 44.

## Ökologie
Nach Beobachtungen sollen Elche, wenn sie krank oder verwundet sind, die Pflanzenwurzel verspeisen.

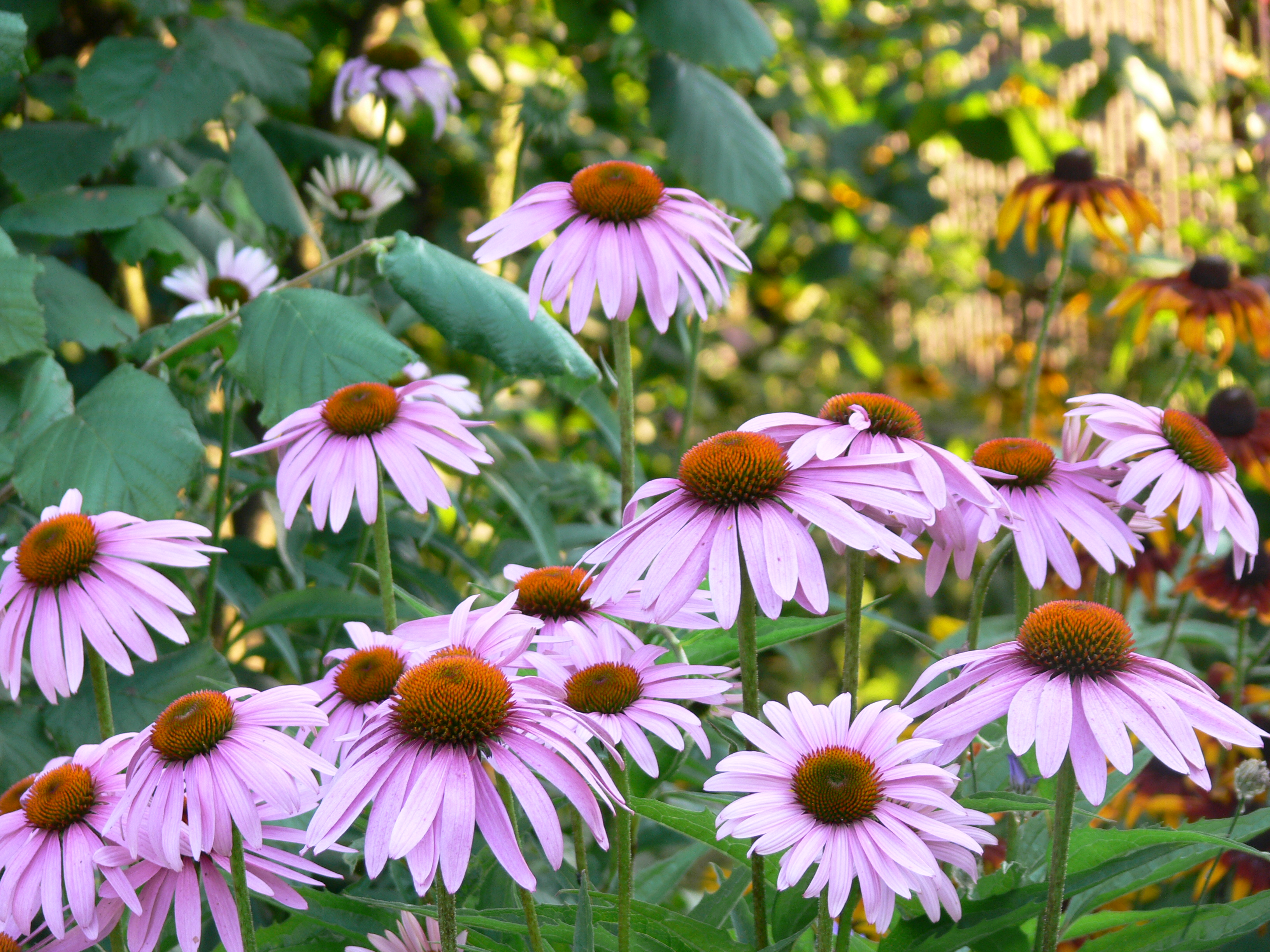
Bestand mit einigen Blütenkörben

## Vorkommen
Echinacea angustifolia gedeiht in trockenen Prärien, „Barrens“, auf steinigen bis sandig-lehmigen Böden in Höhenlagen zwischen 100 und 1600 Meter. Fundorte befinden sich in den kanadischen Provinzen Manitoba und Saskatchewan sowie in den US-Bundesstaaten Colorado, Iowa, Kansas, Minnesota, Missouri, Montana, Nebraska, New Mexico, North Dakota, Oklahoma, South Dakota, Texas und Wyoming.

## Verwendung
Echinacea angustifolia ist eine winterharte Zierpflanze und lässt sich in den meisten Gärten der gemäßigten Zonen anpflanzen. Der Schmalblättrige Sonnenhut liebt durchlässige Böden und viel Sonne, aber verträgt auch Schatten.

### Wichtige Inhaltsstoffe
Die Arzneidroge wird aus der Echinacea-Wurzel (Echinacea angustifolia radix) gewonnen. Wichtige Inhaltsstoffe sind dabei das Echinacosid, Glykosid, ätherisches Öl, Inulin und Harz.

### In der Medizin
Extrakte aus der Arzneidroge sind in den letzten 50 Jahren zu einem bedeutsamen Arzneimittel in der Selbstmedikation (z. B. in Europa und USA) geworden. Sie werden zur Prophylaxe und Behandlung von Erkältungen und grippalen Infekten sowie Förderung der Wundheilung eingesetzt. Des Weiteren sind z. B. Präparate auf dem Markt für den Einsatz gegen Fieberbläschen, Furunkel, Karbunkel, Akne, septische Prozesse und Kopfschmerzen. Die Wirksamkeit des Sonnenhutes bei diesen Anwendungen ist wissenschaftlich nicht ausreichend belegt. Eine phagozytosestimulierende Wirkung wurde aber beobachtet. Eine Daueranwendung von Echinacea-Präparaten schwächt aber das körpereigene Immunsystem.

### In der Volksmedizin
Die Indianer Nordamerikas kauten die Wurzel bei Halsschmerzen und Zahnschmerzen. Des Weiteren soll die Pflanze bei Wunden, Verbrennungen, Insektenstichen, Schlangenbissen, Mumps, Masern und Gonorrhoe Anwendung gefunden haben. Es ist aber anzunehmen, dass die Indianer nicht zwischen den einzelnen Echinacea-Arten unterschieden haben. Die weißen Siedler Nordamerikas haben dann den Gebrauch des Sonnenhutes von den Ureinwohnern übernommen.

## Systematik
Die Erstbeschreibung von Echinacea angustifolia erfolgte 1836 durch Augustin-Pyrame de Candolle in Prodromus Systematis Naturalis Regni Vegetabilis, 5, S. 554–555. Das Artepitheton angustifolia bezieht sich auf die Charakteristik der Laubblätter: angustifolia bedeutet schmalblättrig. Der botanische Gattungsname Echinacea leitet sich vom altgriechischen Wort echinos für Seeigel oder Igel ab und bezieht sich auf den vorgewölbten Blütenstandsboden mit den spitzen Spreublättern, dies wirkt insgesamt igelförmig.
Synonyme für Echinacea angustifolia DC. sind: Brauneria angustifolia (DC.) A.Heller und Echinacea angustifolia var. strigosa McGregor. R. L. McGregor hatte 1967, 1968 eine Varietät Echinacea angustifolia var. strigosa aufgestellt, aber nach S. E. Binns et al. 2002 unterscheidet sich diese Form taxonomisch nicht von der Nominatform.